# Šenčur
Šenčur je naselje u slovenskoj Općini Šenčuru. Šenčur se nalazi u pokrajini Gorenjskoj i statističkoj regiji Gorenjskoj. 

## Stanovništvo
Prema popisu stanovništva iz 2002. godine naselje je imalo 2,741 stanovnika.

## Poznate osobe
- Gregor Grilc, skijaš